# De Heideroosjes

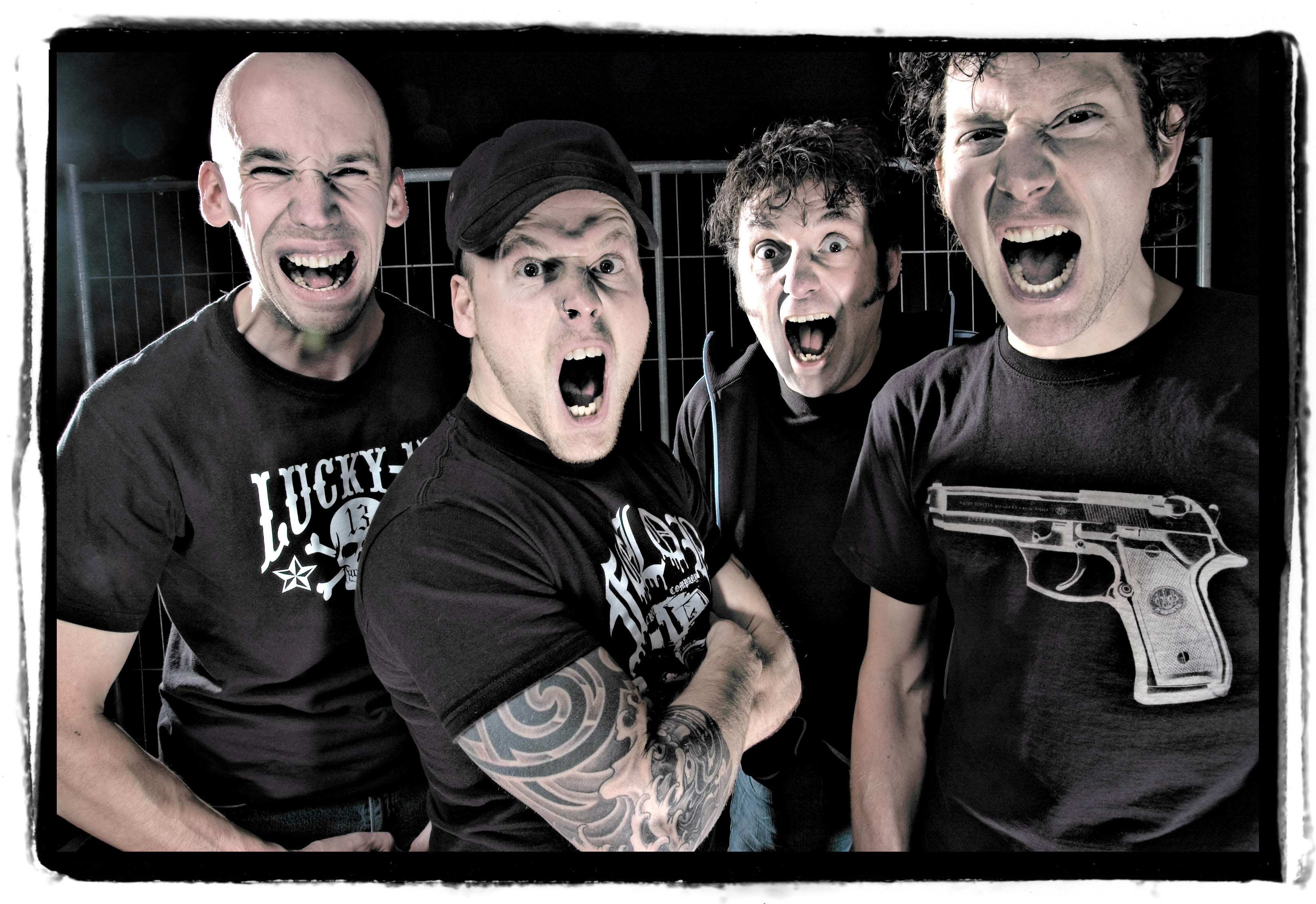
Promofoto der Band

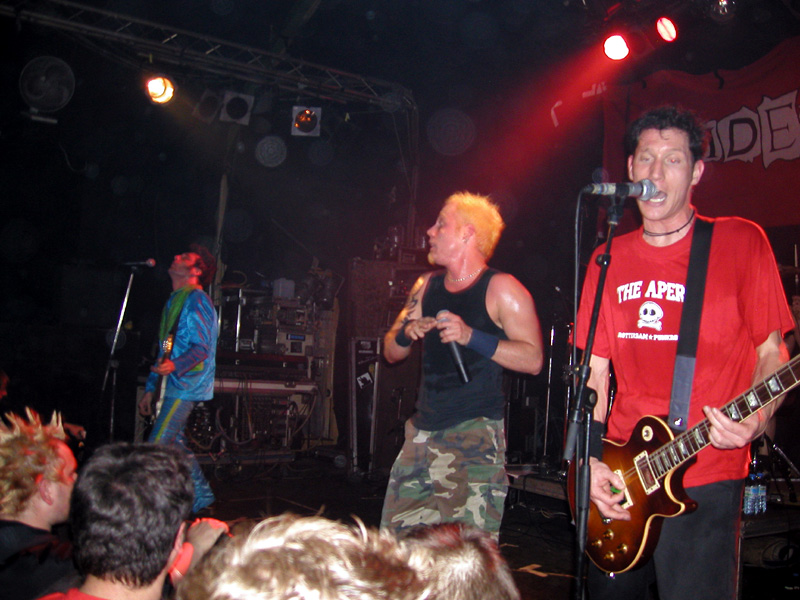
De Heideroosjes im Februar 2002 im Old Backstage/München

Die Heideroosjes (Niederländisch Heideröschen) sind eine Punkrock-Band aus der Provinz Limburg in den Niederlanden und nach einer Pause wieder seit 2021 mit neuem Album aktiv.

## Geschichte
Sie gründete sich 1989 und spielte bis zu ihrer Auflösung 2012 in Originalbesetzung. Diese besteht aus Marco Roelofs (Gesang), Frank Kleuskens (Gitarre), Fred Houben (Bassgitarre) und Igor Hobus (Schlagzeug).
Die Heideroosjes sind die bekannteste Punkrock-Band aus den Niederlanden und hatten seit dem Album Smile... You're Dying! einen Plattenvertrag mit dem weltweit größten Punkrock-Label, Epitaph. Ihr achtes Album erschien jedoch erstmals seit 1998 nicht bei Epitaph, sondern bei der niederländischen Plattenfirma U-Sonic Records. Hintergründe des Drops/Vertragsauslaufes sind nicht bekannt. Ihre Bekanntheit haben sie ganz besonders ihren häufig stattfindenden Konzerten in Mitteleuropa, vor allem in Deutschland, Belgien, Österreich und den Niederlanden zu verdanken.
Ihre Musik beinhaltet sehr viele Elemente aus dem Pop-Punk und Hardcore. Die Texte sind meist Englisch und Niederländisch, seltener Deutsch.
De Heideroosjes spielten seit Anfang des Jahres 2019 fünf Konzerte in Deutschland (als Support für Wizo). Bis Ende des Jahres gab es noch einige weitere Konzerte und Festivalauftritte in den Niederlanden, Belgien und Deutschland. Es blieb auch eine Zeitlang offen, ob danach weitere dauerhafte Auftritte und Veröffentlichungen zu erwarten waren.  Ausweislich der bandeigenen Website sind sie jedoch heute weiterhin aktiv. (Stand Februar 2023)

## Alben
| Jahr | Titel                          | Höchstplatzierung, Gesamtwochen, AuszeichnungChartsChartplatzierungen (Jahr, Titel, Platzierungen, Wochen, Auszeichnungen, Anmerkungen) | Anmerkungen |
| Jahr | Titel                          | NL | Anmerkungen |
| ---- | ------------------------------ | --- | ----------- |
| 1996 | Fifi                           | NL15 (27 Wo.)NL |             |
| 1997 | Kung-Fu                        | NL15 (8 Wo.)NL |             |
| 1999 | Schizo                         | NL24 (14 Wo.)NL |             |
| 2001 | Fast Forward                   | NL37 (3 Wo.)NL |             |
| 2002 | It’s a Life (12,5 Years Live!) | NL42 (4 Wo.)NL |             |
| 2004 | SINema                         | NL39 (5 Wo.)NL |             |
| 2007 | Chapter 8, The Golden State    | NL30 (3 Wo.)NL |             |
| 2009 | 20 Years: Ode & Tribute        | NL29 (2 Wo.)NL |             |
| 2011 | Cease-Fire                     | NL65 (2 Wo.)NL |             |
| 2021 | Infocalyps                     | NL34 (1 Wo.)NL |             |

Weitere Alben
- 1993: Noisy Fairytales
- 1994: Choice for a Lost Generation?!
- 1998: Smile … You’re Dying!
- 2006: Royal To The Bone (US)
- 2019: 30 Years … live!